# 魯軌
魯 軌（ろ き、生年不詳 - 449年）は、東晋から北魏にかけての軍人。またの名を象歯。本貫は扶風郡郿県。

## 経歴
魯宗之の子として生まれた。弓射や乗馬を得意とし、筋力にすぐれた。東晋の竟陵郡太守となった。義熙11年（415年）、父とともに起兵し、劉虔之や徐逵之らを殺害した。劉裕に敗れると、父とともに後秦に亡命した。義熙12年（416年）、襄陽に侵攻したが、東晋の雍州刺史の趙倫之に敗れた。義熙13年（417年）9月、劉裕が長安を平定して後秦を滅ぼすと、魯軌は北魏に降った。北魏の寧南将軍・荊州刺史に任じられ、襄陽公に封じられて、長社に駐屯した。宋の文帝は司州刺史に任じることを条件にたびたび帰順するよう誘ったが、魯軌は前科を咎められるのを恐れて南に帰ろうとしなかった。太平真君10年（449年）、死去した。

## 子女
- 魯爽
- 魯瑜
- 魯秀

## 伝記資料
- 『宋書』巻74 列伝第34
- 『南史』巻40 列伝第30